# Lac Duval
 (septembre 2010).
Si vous disposez d'ouvrages ou d'articles de référence ou si vous connaissez des sites web de qualité traitant du thème abordé ici, merci de compléter l'article en donnant les références utiles à sa vérifiabilité et en les liant à la section « Notes et références ».
Pour les articles homonymes, voir Duval.
Le lac Duval est un plan d'eau situé dans le territoire non organisé de Lac-Nilgaut, Pontiac, Québec, Canada.